# Enterprise (NX-01)
Enterprise NX-01 es una nave estelar ficticia del universo de Star Trek, que sirve como escenario principal de la serie de televisión de ciencia ficción estadounidense Star Trek: Enterprise. La nave es anterior a los otros barcos de la Flota Estelar llamados Enterprise y fue visto por primera vez en el episodio piloto "Broken Bow". Sus misiones incluyeron un período inicial de exploración del espacio profundo y una misión a la Extensión de Delfos tras el ataque Xindi a la Tierra; También jugó un papel decisivo en la formación de la Federación Unida de Planetas con los vulcanos, andorianos y tellaritas.
Su última aparición regular ocurrió en "Estos son los viajes...", donde se ve a la nave en camino a la firma del estatuto de la Federación y el desmantelamiento del barco. Enterprise ha aparecido en varias novelas no canónicas, que describen tanto sus acciones en la Guerra Romulana como el destino final de la nave como nave museo en órbita de Plutón. Un modelo de una nave clase NX se vio en la pantalla en la película Star Trek Into Darkness de 2013 y apareció en el videojuego Star Trek: Encounters. Hubo una reacción negativa de los fanáticos al diseño, pero los críticos de televisión fueron en su mayoría positivos y calificaron el diseño como "una especie de retro-futurismo".  Se han lanzado varios juguetes y modelos de Enterprise, incluidas versiones de Art Asylum, Diamond Select Toys, QMx y Eaglemoss Publications.

## Antecedentes
En el desarrollo original de Star Trek: The Original Series del creador Gene Roddenberry, la nave en la que se desarrollaba la serie se llamaba SS Yorktown.  Posteriormente, la nave espacial pasó a llamarse USS Enterprise antes del inicio de la serie debido a la creciente fama en el mundo real del primer portaaviones de propulsión nuclear del mundo, recientemente lanzado por la Marina de los EE. UU. como USS Enterprise (CVN-65).  El nombre Enterprise ha estado vinculado con Star Trek desde entonces.
Tras el final de Star Trek: Voyager, que se había utilizado para lanzar UPN, buscaban una nueva serie de Star Trek. La cadena contactó a Rick Berman durante la quinta temporada de Star Trek: Voyager,  y le informó que si no desarrollaba un nuevo programa de Star Trek, encontrarían a alguien más que lo hiciera.  Berman había sido anteriormente productor ejecutivo de Voyager,  y otras series que se remontan a The Next Generation.  Berman se puso en contacto con Brannon Braga y los dos se convirtieron en los productores ejecutivos del nuevo programa.  La nueva serie se lanzó después del final de Voyager, pero se desarrolló un siglo antes de los eventos vistos en La serie original. La nueva serie se llamó originalmente Enterprise, sin el prefijo Star Trek. El presidente de UPN, Dean Valentine, dijo que "Paramount sintió que ya no era necesario. Enterprise es sinónimo de Star Trek".  La idea de Berman era establecerlo en un período de tiempo anterior, con tecnología limitada, como que la nave solo pudiera viajar hasta warp 5, ya que sintió que después de tres series ambientadas aproximadamente en el mismo período de tiempo, sería emocionante para los fanáticos.

## Concepto y diseño
Originalmente, la primera temporada estaba destinada a centrarse en la construcción del barco. Sin embargo, UPN quería una serie de Star Trek más típica basada en barcos, por lo que el barco se presentó como casi terminado en el episodio piloto, "Broken Bow".  Antes del comienzo de la serie, el barco se conocía como SS Enterprise.

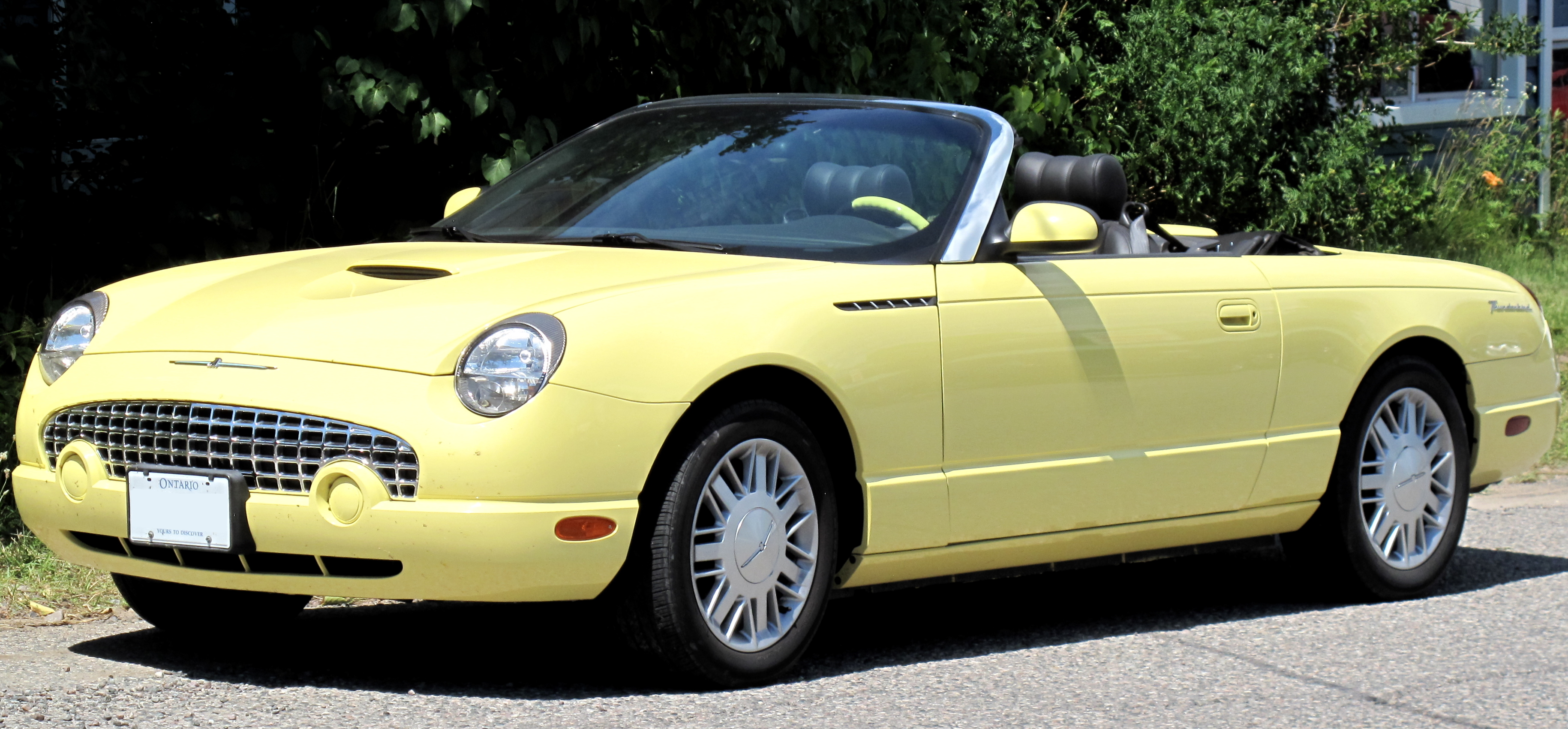
El estilo retro del Ford Thunderbird 2002 inspiró un concepto similar (luego abandonado) de tener al Enterprise (NX-01) como un diseño retro, incluido el casco secundario, del USS Enterprise (NCC-1701).

Un diseño inicial era para una versión con casco secundario, pero parecía demasiado similar al barco visto en la serie original.  Ese estilo de retroceso se inspiró parcialmente en que Berman vio el concepto de retroceso en el Ford Thunderbird 2002, en sí mismo una actualización moderna del Thunderbird original. Siguiendo ese concepto, los diseñadores tomaron el estilo del USS Enterprise de la serie original y lo actualizaron, pero al final parecía demasiado una simple actualización del mismo barco.
El segundo concepto de diseño era similar a la nave espacial clase Akira que se ve en la televisión en Star Trek: Deep Space Nine y la era Voyager, y los productores inicialmente tenían la intención de usar esa clase de nave para el Enterprise antes de que Herman Zimmerman los convenciera de usar un diseño con mayor inspiración en The Original Series.  El propio Akira había sido creado por Alex Jaeger para la película de 1996 Star Trek: First Contact con influencias de Battlestar Galactica, el Klingon Bird of Prey y la nave estelar clase Miranda vista originalmente en Star Trek II: The Wrath of Khan.  Se creó un diseño similar para Star Trek: The Academy Years, una película propuesta por Harve Bennett en 1989. Presentaba el casco principal del Enterprise visto en la serie original, pero sin un casco secundario.

### Diseño exterior
Enterprise NX-01 fue diseñado por Doug Drexler,  y se basó en las características de la clase Akira. La nueva clase en sí fue designada como NX por los productores, pero Drexler se refirió a ella como la clase Enterprise debido a la tradición naval de nombrar la clase en honor al primer buque.  Drexler tenía la intención de que la nave fuera similar en diseño a la nave estelar clase Daedalus con un casco primario en forma de esfera, pero los productores querían un casco plano en forma de platillo, ya que era más inmediatamente reconocible como una nave de Star Trek.  Drexler intentó deliberadamente insertar referencias a la serie original en el barco. Uno de ellos eran puntales estrechos que iban desde el cuerpo del barco hasta las góndolas warp; sin embargo, Dan Curry quería que fueran más voluminosos, como se vio en barcos de series posteriores. Drexler incluyó un borde de ataque en la parte delantera de las góndolas y luego describió que los puntales originales habrían sido aproximadamente un tercio más grandes.
Drexler también quería que los colectores bussard en la parte delantera de las góndolas warp fueran naranjas como la serie original, pero esto fue rechazado una vez más por los productores, que los querían también rojos como la serie posterior. Drexler pensó que esto se debía a que a Rick Berman no le gustaban los colores brillantes, por lo que Star Trek: Enterprise se filmó en grises y azules oscuros. Los extremos traseros de las góndolas fueron influenciados por el Enterprise de The Original Series, con las esferas que aparecieron en la versión de los años 1960 divididas en dos para el NX-01. Los elementos directos de la serie original que llegaron al NX-01 fueron los conos del motor de impulso y la cúpula del sensor inferior. El elemento más destacado del primer Enterprise de televisión fue el plato deflector. Para el NX-01, se comprimió verticalmente y se colocó en la parte delantera del platillo.  El proceso de obtención de la aprobación de sus diseños por parte de Drexler por parte de los productores fue descrito más tarde como "una batalla larga y dura" por el ilustrador de producción y creador de Enterprise -E, John Eaves. 
El modelo exterior se creó en CGI en lugar de un modelo físico, con la producción realizada por Pierre Drolet de Foundation Imaging utilizando LightWave 3D. Se crearon dos versiones: una versión de alta definición que se creó para su uso en la propia serie de televisión y una resolución más baja, que también se denominó "modelo aprobado". El modelo de baja resolución se utilizó con fines promocionales mientras se trabajaba en el modelo de televisión.  El exterior del barco hizo su debut en una página central de la edición del 14 de julio de 2001 de TV Guide utilizando el modelo aprobado. Esta versión parecía más pequeña ya que las ventanas del barco eran más grandes que las utilizadas en la versión televisiva y el casco tenía un tinte bronceado. Con respecto a este cambio de coloración, Drexler dijo más tarde que no sabía cuándo se realizó el cambio ya que tanto él como Zimmerman aprobaron la versión anterior.

#### Temporada 5
Doug Drexler tenía la intención de que Enterprise se sometiera a una renovación importante si se hubiera producido una quinta temporada, y la serie no se había cancelado al final de la cuarta temporada. Esto habría supuesto la adición de un casco secundario y habría dado como resultado que el barco adquiriera una apariencia más cercana a los barcos de clase Constitución en la serie original y series posteriores.  El rediseño hizo su debut en la edición 2011 del calendario oficial de Ships of the Line.  Fue uno de los dos diseños de embarcaciones nunca vistos en la pantalla que aparecieron en el calendario de ese año, y también apareció el diseño de Matt Jefferies para el USS Enterprise (XCV-330). 
Este diseño reacondicionado de la clase NX hizo su debut televisivo en el contexto de la tercera temporada de Star Trek: Picard como una nave fuera de servicio atracado en el Museo de la Flota Estelar.

## Historia
La Enterprise NX-01  inicio su construcción: 21 de enero de 2147 y fue la primera nave estelar clase NX, la primera nave de exploración de largo alcance con velocidad máxima teórica de Warp 5 de la Flota Estelar. Comisionada en el año 2151 tras 32 años de trabajo en el motor Warp desarrollado por Henry Archer, padre del capitán Jonathan Archer.
El Enterprise ha sido importante ya que con este se pudo hacer el primer contacto entre los terrestres y otras especies. Su participación fue crucial en la defensa de la Tierra de los Xindi en 2153-2154. La nave sufrió daños severos durante esta misión y murieron 27 miembros de la tripulación, pero consiguió volver a la Tierra después de un desvío inesperado a una línea temporal paralela de 1944 en la que la Alemania nazi había invadido y conquistado el este de los Estados Unidos gracias a una facción alienígena que pretendía dominar la línea temporal.

## Equipos
El Enterprise NX-01 es un crucero de exploración esta equipado con un Transportador:  unidad MFTA-25-M/Q con resolución Molecular/Cuántica, sin embargo los tripulantes prefieren no utilizarlo por ser un equipo recién desarrollado, en las primeras temporadas se utilizan solo para transporte de materiales inorgánicos. Adicionalmente en casos de extrema emergencia donde la tripulación deba abandonar la nave, esta cuenta con cápsulas de escape que pueden viajar a 300Km/h. 

## Naves NX
En total se construyeron 6 naves de la Clase NX, siendo la segunda en ser botada la Columbia (NX-02) que es una nave gemela del Enterprise NX-01

## Capitanes
- Jonathan Archer (durante toda la serie)
- T'Pol (en el episodio Entre dos mundos)
- Charles "Trip" Tucker III (en el episodio Entre dos mundos)
- Lorian (en el episodio E²) (Lorian es el hijo del futuro de Trip y T'Pol)

## Oficiales superiores
- Oficial en jefe: Capitán Jonathan Archer
- Primer oficial / Oficial científico: Subcomandante T'Pol
- Ingeniero Jefe: Comandante Charles "Trip" Tucker III / Comandante Kelby
- Oficial Médico Jefe: Doctor Phlox
- Oficial Táctico: Teniente Malcolm Reed
- Oficial de Navegación: Alférez Travis Mayweather
- Oficial de Comunicaciones: Alférez Hoshi Sato
- Comandante MACO: Mayor Hayes (2153-54, episodios 1 a 24 de la 3.ª temporada)

## Recepción
Hubo una reacción negativa de los fanáticos al diseño de Enterprise y críticas a los esfuerzos de Drexler y los otros diseñadores. Cuando se le preguntó sobre esto, Geoffrey Mandel declaró en una entrevista: "Después de haber estado allí, también sé que Doug Drexler y John Eaves hicieron EXACTAMENTE lo que los productores les pidieron: Rick y Braga tenían opiniones muy firmes y sabían exactamente lo que querían". 
Allan Johnson, mientras escribía para el Chicago Tribune, dijo que Enterprise parecía "más elegante y menos cursi que el 'Trek' original".  Johnson agregó que aunque contenía tecnología que no era tan avanzada como la vista en la serie anterior de Star Trek ambientada en el siglo 24, "todavía mantiene un estilo 'Trek' posterior a la década de 1960, experto en tecnología". David Kronke en el Los Angeles Daily News, dijo que los decorados eran "en gran parte de color gris metalizado, representando una especie de retro-futurismo - algo así como lo que podría haber sucedido si los clichés de diseño de ciencia ficción de los años 50 hubieran tenido los de hoy tecnología para trabajar" y que las consolas tenían una "sensación mecánica más simple".  En su reseña de "Broken Bow" para The Washington Post, David Segal describió la velocidad warp 4 del Enterprise como más lenta que la de un Hyundai. 
En 2018, Io9 / Gizmodo clasificó el diseño de la nave espacial ficticia NX-01 que se muestra en este episodio, como la séptima mejor versión de la nave espacial Enterprise de la franquicia Star Trek. Sintieron que les resultaba familiar como diseño de Enterprise, pero que también tenía su propia apariencia. 
En 2019, SyFy clasificó el diseño ficticio de la nave estelar, el NX-01 Enterprise, como la octava mejor versión de la nave estelar en el universo de ciencia ficción de Star Trek.